# Robert Wynne
Robert John Wynne (18 de novembre de 1851 † 3 de novembre de 1922) va ser un polític dels Estats Units i telegrafista. Nascut a Nova York, el pare de Wynne va morir quan era adolescent i havia de mantenir la seva família com telegrafista. Amb el temps va arribar a ser operador de telègraf en cap del Mateix a Colònia. El 1891, Wynne va esdevenir el secretari personal del secretari d'Hisenda, fins al final del mandat del president Benjamin Harrison el 1893, posteriorment treballà per un diari. I El 1902, va ser nomenat Assistent de Director General de Correus dos anys després, a la mort de Henry C. Payne, va ser promogut a Director General de Correus en el gabinet del president Theodore Roosevelt. Va exercir el càrrec fins a 1905 quan va ser nomenat cònsol dels EUA a Gran Bretanya, fins al final del mandat de Roosevelt el 1909. Wynne va morir a Washington, DC l'11 de març de 1922 i va ser enterrat en el Cementiri del Mont de les Oliveres.